# Johan Bender
Johan Andreas Bender (født 4. august 1931 i Odense) er en dansk historiker, studielektor og cand. mag. Han studerede historie på universiteterne i Aarhus, København og Mainz og bifag i gymnastik på Danmarks Højskole for Legemsøvelser. Han blev senere lærer og studielektor ved Aarhus Katedralskole, hvor han var ansat 1958-2001. Han har skrevet en række bøger om historiske emner.